# ماريا جسبرسن
ماريا جسبرسن (بالدنماركية: Maria Jespersen)‏ هي لاعب كرة مضرب دنماركية، ولدت في 3 ديسمبر 1991 في Hornbæk ‏ في الدنمارك.

## وصلات خارجية
- ماريا جسبرسن على موقع رابطة محترفات التنس (الإنجليزية)
- ماريا جسبرسن على موقع الاتحاد الدولي لكرة المضرب (الإنجليزية)
- ماريا جسبرسن على موقع كأس بيلي جين كينغ (الإنجليزية)
- ماريا جسبرسن على موقع خلاصة التنس.كوم (الإنجليزية)
- ماريا جسبرسن على موقع إي إس بي إن.كوم (الإنجليزية)